# Брюс Кендалл
Брюс Кендалл (англ. Bruce Kendall, 24 червня 1964) — новозеландський яхтсмен.
Олімпійський чемпіон 1988 року в класі Дівіжн II, бронзовий призер 1984 року в класі Віндґлайдер.